# Ivansaari
Ivansaari, nordsamiska: Ivásuálui, skoltsamiska: Evvansuâl, är en ö i Finland. Den ligger i sjön Nitsijärvi och i kommunen Enare i den ekonomiska regionen Norra Lappland och landskapet Lappland, i den norra delen av landet, 1 000 km norr om huvudstaden Helsingfors. Öns area är 11,6 hektar och dess största längd är 0,5 kilometer i sydöst-nordvästlig riktning.